# 蒲地竜也
蒲地 竜也（かまち たつや、1994年8月30日 - ）は、日本の俳優、声優、元子役。血液型はA型。ALBAを経て、宝映テレビプロダクションに所属していた。

## 出演

### 映画
- 怪談（2007年、中田秀夫監督 松竹） - 丁稚 役
- カンフーくん（2008年、小田一生監督 角川映画） - 通訳くん1 役 ※蒲池竜也と誤記

### テレビドラマ
- 日曜イベントアワー・「銀座高級クラブママVS熱海の老舗旅館女将」（2005年、BSジャパン）
- 税務調査官・窓際太郎の事件簿14 故郷の高知で殺人事件!! 渦中の人は幼なじみ!? タイムカプセルに隠された46年前の真実（2006年、TBS）小学生の岩田勇吉 役
- ウルトラマンメビウス 第32話「怪獣使いの遺産」（2006年、中部日本放送） - 佐久間良 役
- チャレンジド（2009年、NHK）
- 11人もいる!（2011年、テレビ朝日）

### バラエティー番組・テレビ番組中の再現ドラマほか
- 世界バリバリバリュー（2003年 - 2008年、TBS・毎日放送）
- いつみても波乱万丈・愛川欽也篇・川畠成道篇（2004年6月・7月、日本テレビ）
- 現役教師1000人大告白! 先生だって人間なんだ! SP（2005年、フジテレビ）
- ダビンチの図工室（2006年、NHK）
- 撮りッたがり決死隊 トッターマンDS（2006年 - 2007年、テレビ東京）
- ひるこた!〜昼もこたえてちょーだい!〜（2006年 - 2007年、フジテレビ）
- 中居正広の金曜日のスマたちへ 〜 波乱万丈「はるな愛篇」（2010年、TBS） - 本人 役

### CM
- アメーバピグ（声の出演）
- 伊藤園・天然ミネラル麦茶
- 大建工業・外壁材 INOMA
- 東洋水産・マルちゃん 麺づくり（中学生 役、真矢みきと共演）
- トミー・ダースベーダー ボイスチェンジャー・ライトセイバー（2005年）
- 早稲田アカデミー

### 舞台
- 五重塔（前進座）
- さらば、わが愛/覇王別姫（2008年）
- TSUTOMU
- とおりゃんせ（明治座）
- 大遺作（2025年公演予定）[3]

### ラジオCM
- 愛・地球博 公式ガイドブック ジュニア版（小学館）

### PV
- ハレンチ☆パンチ
- 三井不動産（声の出演）